# Naitō Jōsō
Naitō Jōsō est un nom japonais traditionnel ; le nom de famille (ou le nom d'école), Naitō, précède donc le prénom (ou le nom d'artiste).
Naitō Jōsō (内藤 丈草) (1662 – 29 mars 1704) est un des principaux disciples de Matsuo Bashō et lui-même un respecté compositeur de haïku de l'ère Genroku du Japon. Il est d'abord un samouraï originaire d'Owari, mais sa mauvaise santé le contraint à quitter l'état militaire. En embrassant la carrière littéraire, il devient un fervent disciple de Bashō et quand le maître meurt en 1694, Naito en porte le deuil pendant trois ans et en reste un fidèle disciple toute sa vie.

## Exemples de haïku de Naitō
Montagnes et plaines/ toutes sont prises par la neige --/ rien ne reste.
Nul besoin/ de s'agripper aux choses --/ flottante grenouille.
Ces branches/ étaient les premières à fleurir --/ floraisons tombantes.
Un éclair/ se scinde en deux et frappe/le sommet de la montagne.
Le grésil tombe/ comme venant au fonds/ de la solitude.